# Missouri (rivier)
De Missouri is een zijrivier van de Mississippi en is met een lengte van 4370 kilometer wel de langste rivier van Noord-Amerika.
De Missouri ontspringt in de Rocky Mountains en wordt gevormd door de samenvloeiing van de Jefferson, de Gallatin en de Madison.
De Missouri vervolgt dan haar weg met watervallen en stroomversnellingen door de Big Belt en Little Belt Mountains (Great Falls). Op de hoogvlakte van Montana stroomt de rivier in oostelijke richting. Daar neemt zij het water op van talrijke zijrivieren, vooral komende van rechts. Een van de belangrijkste is de Yellowstone.
De rivier vervoert een grote hoeveelheid slijk, vandaar de bijnaam Big Muddy.
In Saint Louis vloeien de Mississippi en de Missouri samen. Het gebied van de Missouri ondervindt de nawerking van de droge gebieden die worden doorstroomd. De wateraanvoer is voor een groot deel afhankelijk van het smeltwater uit de Rocky Mountains en de verdamping in het stroomgebied.
Plannen om de stroom te beheersen, om waterkrachtcentrales te bouwen en tevens om de dalen te bevloeien zijn een onderdeel van het Missouri Valley Authority Project. De Fort Peck dam in Montana was de eerste dam die klaar was. Nadien kwam het Garrison Reservoir en een dam boven de stad Pierre.
Er is weinig scheepvaartverkeer op de Missouri. Alleen het deel na de samenvloeiing met de Niobrara is bevaarbaar. De rivier is derhalve van belang voor irrigatie en de waterreserves.
De rivier gaf zijn naam aan de gelijknamige staat.